# Cantonul Bédarrides
Cantonul Bédarrides este un canton din arondismentul Avignon, departamentul Vaucluse, regiunea Provence-Alpes-Côte d'Azur, Franța.

## Comune
- Bédarrides : 5 110 locuitori (reședință)
- Courthézon : 5 364 locuitori
- Sorgues : 17 539 locuitori
- Vedène : 8 673 locuitori